# Кольцов, Кирилл Анатольевич
Кирилл Анатольевич Кольцов (1 февраля 1983, Челябинск) — российский хоккеист, защитник.

## Биография
Начал карьеру в 2000 году в составе омского «Авангарда», выступая до этого за фарм-клуб. В следующем году стал лучшим новичком чемпионата России. В 2002 году на драфте НХЛ был выбран во 2 раунде под общим 49 номером клубом «Ванкувер Кэнакс». В 2003 году отправился в Северную Америку, где стал выступать в АХЛ за клуб «Манитоба Мус». В середине следующего сезона вернулся в Омск, где стал одним из основных защитников, получив по итогам сезона 2005/06 приз «Золотой шлем».
Весной 2007 года, после сообщений о переходе в мытищинский «Химик», неожиданно подписал контракт с уфимским «Салаватом Юлаевым», в составе которого в том же сезоне стал чемпионом России, повторив этот успех 4 года спустя в сезоне 2010/11, во второй раз в своей карьере став обладателем «Золотого шлема».
17 июля 2011 года подписал трёхлетний контракт со СКА. 12 июля 2012 года генеральный менеджер СКА Алексей Касатонов заявил, что Кольцов продолжит карьеру в «Салавате Юлаеве». 1 декабря 2015 года «Салават Юлаев» расторг контракт с Кольцовым.
21 декабря 2015 года Кольцов подписал однолетний контракт с нижегородским «Торпедо».
1 августа 2020 года объявил о завершении спортивной карьеры.

### Карьера в сборной
В составе сборной России принимал участие в чемпионате мира среди юниоров 2001 года, на котором стал лучшим защитником и попал в символическую сборную турнира, и молодёжном чемпионате мира 2003 года. На обоих первенствах стал золотым призёром. На уровне взрослых команд участвовал в чемпионате мира 2006 года, который проходил в Латвии. Также призывался в состав сборной для участия в матчах Еврохоккейтура в сезонах 2005/06, 2006/07 и 2009/10.

## Достижения
- Лучший защитник чемпионата мира среди юниоров 2001.
- Член символической сборной чемпионата мира среди юниоров 2001.
- Чемпион мира среди юниоров 2001.
- Лучший новичок чемпионата России 2001.
- Лучший показатель по передачам и очкам среди защитников на чемпионате мира среди юниоров 2001.
- Серебряный призёр чемпионата России сезонов 2001/02, 2005/06, 2013/14.
- Чемпион мира среди молодёжи 2003.
- Участник чемпионата мира 2006.
- Бронзовый призёр чемпионата России сезонов 2006/07, 2009/10.
- Чемпион России сезонов 2007/08, 2010/11.
- Обладатель Кубка Гагарина 2011.
- Обладатель «Золотого шлема» сезонов 2005/06, 2010/11.
- Участник матчей «Всех звёзд» КХЛ 2012, 2014, 2015.
- Лучший бомбардир защитник по системе гол+ пас сезонов 2013/14, 2014/15.

## Статистика
| Легенда | Легенда                    | Легенда | Легенда                   | Легенда | Легенда    |
| ------- | -------------------------- | ------- | ------------------------- | ------- | ---------- |
| И       | Количество проведённых игр | Штр     | Штрафное время            | +/−     | Плюс-минус |
| Г       | Голы                       | П       | Голевые передачи          | О       | Очки       |
| -       | Статистика неизвестна      | —       | Статистика не учитывалась |         |            |